# Prauthoy
Prauthoy foi uma antiga comuna francesa na região administrativa de Grande Leste, no departamento de Haute-Marne. Estendia-se por uma área de 12,3 km². Em 2010 a comuna tinha 1 249 habitantes (densidade: 101,5 hab./km²).
Em 1 de janeiro de 2016, passou a fazer parte da nova comuna de Le Montsaugeonnais.